# André Salvet
André Salvet (Ribesaltes, 20 d'octubre de 1918 - ?, maig del 2006) va ser un lletrista i productor, escriptor, periodista i poeta rossellonès en llengua francesa. Recordat per lletres de cançons d'anomenada, també destaca per ser un dels fundadors del MIDEM, l'entitat que dona nom en l'actualitat a la fira musical més important del món. A més d'un gran nombre de lletres originals, també adaptà al francès originals americans o d'altres procedències. Treballà per a un gran nombre d'artistes d'anomenada: Dalida, Sylvie Vartan, Sheila, Joe Dassin, Jacques Dutronc, Yves Montand, Eddy Mitchell, Johnny Hallyday, Line Renaud, Charles Trenet, Mort Shuman, Édith Piaf…

## Biografia
La seva brillant i prolífica carrera com a autor de lletres per a cançons s'inicià amb alguns dels èxits del francodanès Georges Ulmer, per a qui escrigué Marie, petit béguin du mois de mai, Bing vieux cheval de gaucho, Schmile (1951), Comme une rose de mai (1955) i la coneguda Quand allons nous nous marier (paral·lelament, Robert, germà d'André, li edità les cançons). Entrats els anys 50 signà l'èxit Mambo italiano (1954) i Souviens-toi des nuits d'été, totes dues cantades per Line Renaud. Altres cantants del mateix període per als quals escrigué lletres foren la vilafranquina Gloria Lasso (Eso es el amor, Dans les rues de Bahia), el cors Tino Rossi (Merci chérie, Lorsque le cœur est amoureux), el cantant de la Guaiana Henri Salvador (Avec un tout petit rien), el basc Luis Mariano (Si tu voulais), la belga Annie Cordy (Le millionnaire, 1959), Mathé Altéry (La lettre d'amour), Yvette Giraud (Ah! Mon Dieu que je t'aime, 1960) i el famós Charles Trenet (Mourir au printemps).
Els anys seixanta veieren l'eclosió de Dalida, per a qui feu lletres com Garde-moi la dernière danse, T'aimer follement i Itsy bitsy petit bikini. Per a Richard Anthony escrigué Et je m'en vais, Donne-moi ma chance (1963), Les mains dans les poches (1967), Les beaux jours (1970) i Pas comme les autres (1970). Una nova moda, el ye-ye, portà una nova fornada d'intèrprets i una demanda de cançons noves. Gent com Pétula Clark (Il est à toi mon cœur, J'ai pas le temps, Que ton coeur me soit fidèle), Dick Rivers (Je ne peux pas t'oublier, Pour toi, Laisse parler ton coeur, Ne lui dis rien -Don't Talk To Him-), Frank Alamo (Sing c'est la vie, 1964, Le chef de la bande, 1965), Sylvie Vartan (Dansons, Ca ne fais rien puisque je t'aime, Moi je pense encore à toi). Mentre preparava el seu primer àlbum, el conjunt "Les Chats Sauvages" descobrí als estudis Pathé de Boulogne Billancourt, una música que amb la lletra de Salvet seria Twist à Saint-Tropez, el desè i darrer títol del disc del mateix nom, a l'octubre del 1961. Des d'aleshores la peça ha esdevingut antològica. Per a Sheila escrigué L'École est finie (1963), Le sifflet des copains, Le cinéma, La famille, Tous les deux (1965); i per a Françoise Hardy Le temps de l'amour. Un soir d'été i La Casa del Sol per Enrico Macias, J'ai rendez-vous per a Sacha Distel (1962), Comme si c'était Noël per a Hervé Vilard, Un certain sourire i Ave Maria per a John William. Per a artistes diversos: Sans Amour (Lucky Lips), Elle a des yeux d'ange (1961), Quand je te vois, Tout doucement, Depuis que je t'aime, Chut! Plus un mot (1968), C'est pas la peine, Ce bonheur-là (1969). En la nova dècada dels anys 70 baixà el seu ritme productiu, però encara adaptà Adieu tristesse (1971) per a Isabelle Aubret, o escrigué Tu vois ce n'est rien per a Peter Holm, Les filles de Paris per a Jean-François Michaël, La nuit m'attire per a Nicoletta; i Le soleil a quitté ma maison i Dis lui per a Claude François. A la base de dades "Encyclopediste" es ressenyen 483 discos amb cançons seves.
A banda de la seva faceta de lletrista, l'any 1967 encetà una altra línia d'actuació, quan creà, juntament amb Bernard Chevry, el MIDEM (Marché international du disque et de l'édition musicale). Després d'uns començaments difícils, quan Jacques Plait -el productor de Joe Dassin- era l'únic professional important que els feia costat, el pas del temps consolidà l'associació com el punt de trobada més important dels professionals de la indústria discogràfica. Les primeres gales impulsades per l'entitat tingueren Dassin d'animador. Als anys 70 compaginà l'escriptura amb la producció televisiva, i també es dedicà al món de la ràdio, per a la qual escrigué les sèries Douce France, Le Trèfle à 4 feuilles, Le Club des Jumeaux i Les Souvenirs de Jean Sablon. La seva creació La Bourse aux Chansons, emesa primer per Radio-Luxembourg i posteriorment per Europe 1, va ser un èxit tan gran que la discogràfica Pathé-Marconi n'edità els enregistraments, que es vengueren amb èxit.
En l'dècada dels 40 dirigí la Bibliothèque du cinema, amb diverses subsèries, i va ser autor de diversos llibres. Amb els pseudònims René Varrin o René Varin aplegà antologies de textos eròtics que es reeditaren diverses vegades. Durant quatre dècades també publicà regularment a l'Indépendant des Pyrénées Orientales, i va ser crític discogràfic a Le Figaro. En retirar-se al Migdia francès escriví alguns reculls de poemes, que publicà en edicions de tiratge curt.
Era germà de l'editor musical Robert Salvet. André es casà amb Angèle Lespinasse-Salvet i van ser pares de Catherine Chatel, esposa del cantant Philippe Chatel.